# Iason (Schiff)
Die Iason ist eine kombinierte Auto- und Personenfähre. Sie wurde 1988 in Husum gebaut und wird seit 2019 zwischen Pessada auf Kefalonia und Agios Nikolaos auf Zakynthos eingesetzt.

## Geschichte
Das Schiff wurde 1988 als Schleswig-Holstein als Nachbau der verlängerten Uthlande (Baujahr 1980) für die Wyker Dampfschiffs-Reederei (W.D.R.) auf der Husumer Schiffswerft in Husum gebaut. Am 22. April 1988 wurde sie durch Regina Möller getauft. Die Probefahrt erfolgte am 18. Mai desselben Jahres. Am 18. Mai 1988 wurde das Schiff an W.D.R. abgeliefert und kam unter deutscher Flagge mit Heimathafen Wyk auf Föhr in Fahrt. Danach verband sie über 23 Jahre lang die Inseln Föhr und Amrum mit dem Festlandshafen Dagebüll. Am 24. September 2005 kollidierte das Schiff mit der Rungholt vor Dagebüll. Dabei wurde die Bordwand stark beschädigt.
Die Fähre wurde am 22. März 2011 an die niederländische Reederei Eigen Veerdienst Terschelling (EVT) verkauft. Am 3. April 2011 erreichte das Schiff den Festlandshafen Harlingen. Wegen eines dort stattfindenden „Reedereikrieges“ konnte es aber zunächst nicht eingesetzt werden. Erst mussten verschiedene Umbauten an dem Schiff stattfinden, bevor das im Juli 2011 in Spathoek umbenannte und unter niederländischer Flagge fahrende Schiff ab 30. März 2012 regelmäßig zwischen Terschelling und Harlingen verkehren konnte. Der auch Europa-Recht betreffende Streit zwischen den Reedereien um die Linienfahrten zwischen Terschelling und Harlingen dauerte bis 2015 an. Die EVT wurde im Herbst 2014 von der Rederij Doeksen übernommen. Die Spathoek fuhr am 30. September 2014 letztmals die Linie Terschelling–Harlingen. Danach lag sie lange im Hafen von Lauwersoog.
Die Spathoek wurde Anfang Mai 2016 von Lauwersoog zunächst nach Piräus überführt. Im Juni 2016 wurde die Spathoek in Lisa umbenennt, kam unter der Flagge von Belize in Fahrt und wurde seitdem von Beirut aus eingesetzt.  Nach einem Werftaufenthalt wurde die Lisa Ende Juni 2016 nach Beirut überführt. Im September 2017 wurde sie in Lisa I umbenannt und 2018 nach Piräus überführt. Dort wurde sie umgebaut und auf den Einsatz im Ionischen Meer vorbereitet, wo sie seit 2019 unter dem Namen Iason die Inseln Kefalonia und Zakynthos verbindet. 

## Besonderheiten
Die damalige Schleswig-Holstein erhielt als erste W.D.R.-Fähre dieses Typs ein mit Außenbordmotor betriebenes Mann-über-Bord-Boot, das durch einen auf dem Sonnendeck angebrachten Kran zu Wasser gelassen werden kann. Die Schwesterschiffe Nordfriesland und Uthlande wurden diesbezüglich im Jahr 1989 nachgerüstet.